# Cherry Hinton
Cherry Hinton är en stadsdel i Cambridge, i distriktet Cambridge, i grevskapet Cambridgeshire i England. Stadsdelen hade 9 331 invånare år 2021. Cherry Hinton var en civil parish fram till 1934 när blev den en del av Cambridge. Civil parish hade 1 254 invånare år 1931. Byn nämndes i Domedagsboken (Domesday Book) år 1086, och kallades då Hintone.